# Радошиће
Радошиће је насеље у Србији у општини Рашка у Рашком округу. Према попису из 2022. било је 91 становник. У њему се налази црква из средњег века, која је данас посвећена светој Петки, а сматра се да је у питању манастир Тушимља.

## Демографија
У насељу Радошиће живи 177 пунолетних становника, а просечна старост становништва износи 42,6 година (40,2 код мушкараца и 45,0 код жена). У насељу има 76 домаћинстава, а просечан број чланова по домаћинству је 2,95.
Ово насеље је у потпуности насељено Србима (према попису из 2002. године), а у последња три пописа, примећен је пад у броју становника.
|  |

| Демографија | Демографија | Демографија |
| Година      | Становника  | Становника  |
| ----------- | ----------- | ----------- |
| 1948.       | 349         |             |
| 1953.       | 406         |             |
| 1961.       | 447         |             |
| 1971.       | 390         |             |
| 1981.       | 319         |             |
| 1991.       | 248         | 245         |
| 2002.       | 224         | 228         |

| Етнички састав према попису из 2002.‍ | Етнички састав према попису из 2002.‍ | Етнички састав према попису из 2002.‍ | Етнички састав према попису из 2002.‍ | Етнички састав према попису из 2002.‍ |
| ------------------------------------ | ------------------------------------ | ------------------------------------ | ------------------------------------ | ------------------------------------ |
|                                      |                                      |                                      |                                      |                                      |
| Срби                                 | Срби                                 |                                      | 224                                  | 100,0%                               |
| непознато                            | непознато                            |                                      | 0                                    | 0,0%                                 |

| Година пописа     | 1948. | 1953. | 1961. | 1971. | 1981. | 1991. | 2002. |
| ----------------- | ----- | ----- | ----- | ----- | ----- | ----- | ----- |
| Број домаћинстава | 70    | 74    | 85    | 87    | 77    | 76    | 76    |

| Број чланова      | 1  | 2  | 3 | 4  | 5 | 6 | 7 | 8 | 9 | 10 и више | Просек |
| ----------------- | -- | -- | - | -- | - | - | - | - | - | --------- | ------ |
| Број домаћинстава | 17 | 22 | 7 | 16 | 9 | 2 | 3 | 0 | 0 | 0         | 2,95   |

| Пол    | Укупно | Неожењен/Неудата | Ожењен/Удата | Удовац/Удовица | Разведен/Разведена | Непознато |
| ------ | ------ | ---------------- | ------------ | -------------- | ------------------ | --------- |
| Мушки  | 85     | 16               | 60           | 6              | 1                  | 2         |
| Женски | 96     | 8                | 60           | 23             | 1                  | 4         |
| УКУПНО | 181    | 24               | 120          | 29             | 2                  | 6         |

| Пол    | Укупно                    | Пољопривреда, лов и шумарство | Рибарство                            | Вађење руде и камена | Прерађивачка индустрија       |
| ------ | ------------------------- | ----------------------------- | ------------------------------------ | -------------------- | ----------------------------- |
| Мушки  | 41                        | 2                             | 0                                    | 13                   | 15                            |
| Женски | 15                        | 6                             | 0                                    | 0                    | 5                             |
| УКУПНО | 56                        | 8                             | 0                                    | 13                   | 20                            |
| Пол    | Производња и снабдевање   | Грађевинарство                | Трговина                             | Хотели и ресторани   | Саобраћај, складиштење и везе |
| Мушки  | 0                         | 1                             | 2                                    | 0                    | 0                             |
| Женски | 0                         | 0                             | 0                                    | 1                    | 0                             |
| УКУПНО | 0                         | 1                             | 2                                    | 1                    | 0                             |
| Пол    | Финансијско посредовање   | Некретнине                    | Државна управа и одбрана             | Образовање           | Здравствени и социјални рад   |
| Мушки  | 0                         | 1                             | 1                                    | 0                    | 2                             |
| Женски | 0                         | 0                             | 0                                    | 1                    | 2                             |
| УКУПНО | 0                         | 1                             | 1                                    | 1                    | 4                             |
| Пол    | Остале услужне активности | Приватна домаћинства          | Екстериторијалне организације и тела | Непознато            | Непознато                     |
| Мушки  | 0                         | 0                             | 0                                    | 4                    | 4                             |
| Женски | 0                         | 0                             | 0                                    | 0                    | 0                             |
| УКУПНО | 0                         | 0                             | 0                                    | 4                    | 4                             |